# Aレーション

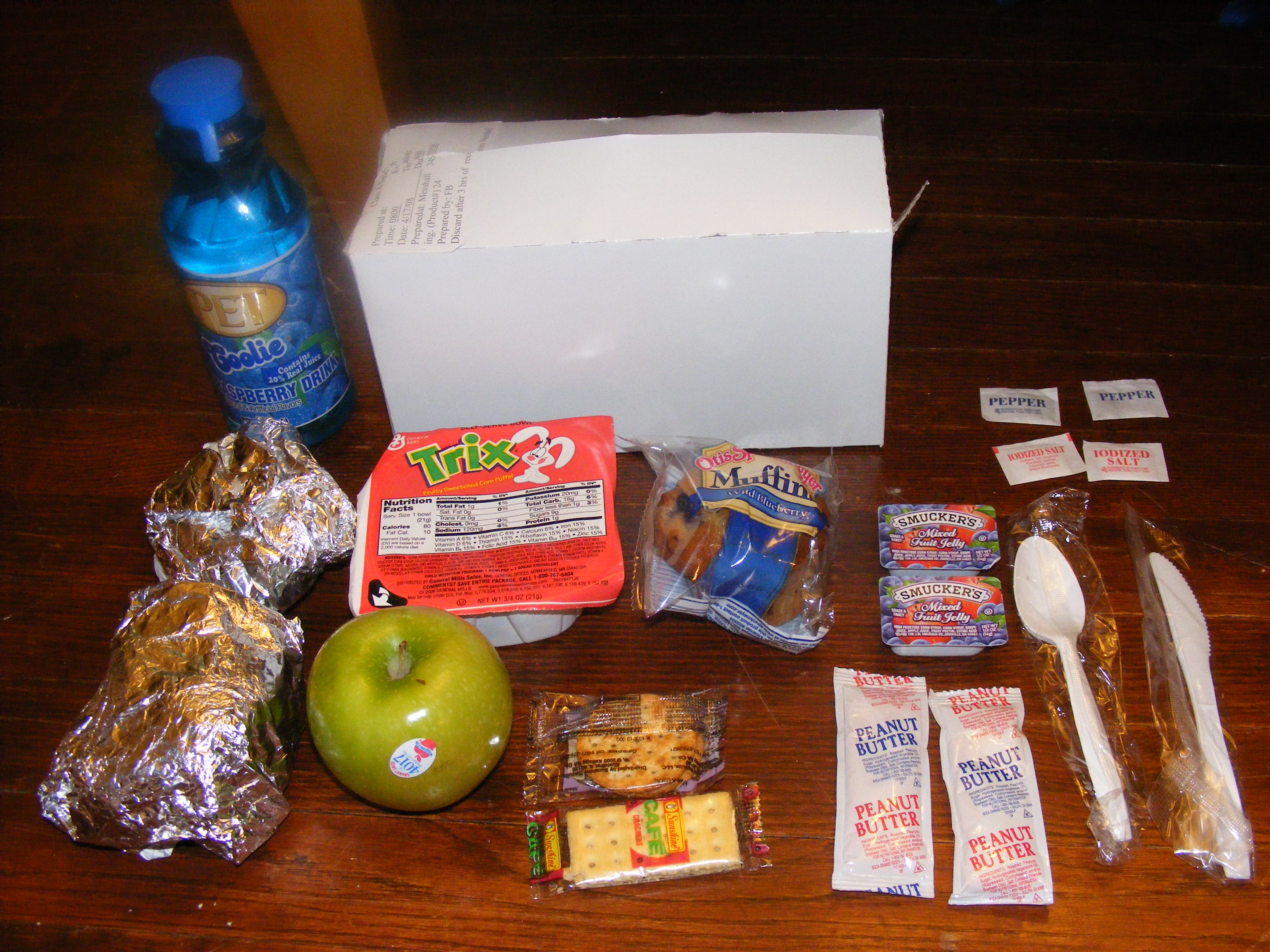
アメリカ海兵隊に配備されたAレーション（俗称『不快なバッグ』）。画像の例では2つの朝食サンドイッチ、シリアル、クラッカー、ピーナッツバター、ジャム、新鮮な果物、飲料で構成されている。

Aレーションはアメリカ軍が開発した生鮮、冷蔵、冷凍食品によって構成されるレーションである。Aレーションは生鮮、冷蔵、冷凍食品を使用する一方、Bレーションは十分な冷凍・冷蔵施設がなくとも保存できるよう缶詰や保存料を用いる。Aレーションは野外炊事場で調理され食事施設 (Dining FACilities、DFAC) で食べられるか、あるいは固定施設で調理され野外へ容器で運ばれることもある。

## 例
Aレーションは今日では、50人（1個小隊相当）分の食事を1つに収めたユニット式集団用レーション(Unitized Group Ration、UGR)-Aとしての側面も持つことがある。UGR-Aの派生系の中には野外炊事場が利用できない場合にも温めて食するため湯や使い捨ての付属品と加熱用モジュールを用いるものもある。UGR-Aは世界的な作戦でも、軍人を支えるために給仕施設で使用される。 
UGR-Aは良質なAレーションの食事を供給するために、生鮮/冷凍の主菜を(時には民間で販売されている食品も)を含んでいる。そして整頓、配布、準備を容易にするためそれぞれの食事用モジュールへ送られる。UGR-Aには少なくとも9ヶ月の消費期限(やや腐りやすい食品は26℃で、腐りやすい食品は-18℃で)が設定されている。